# Georg von der Decken (Politiker)

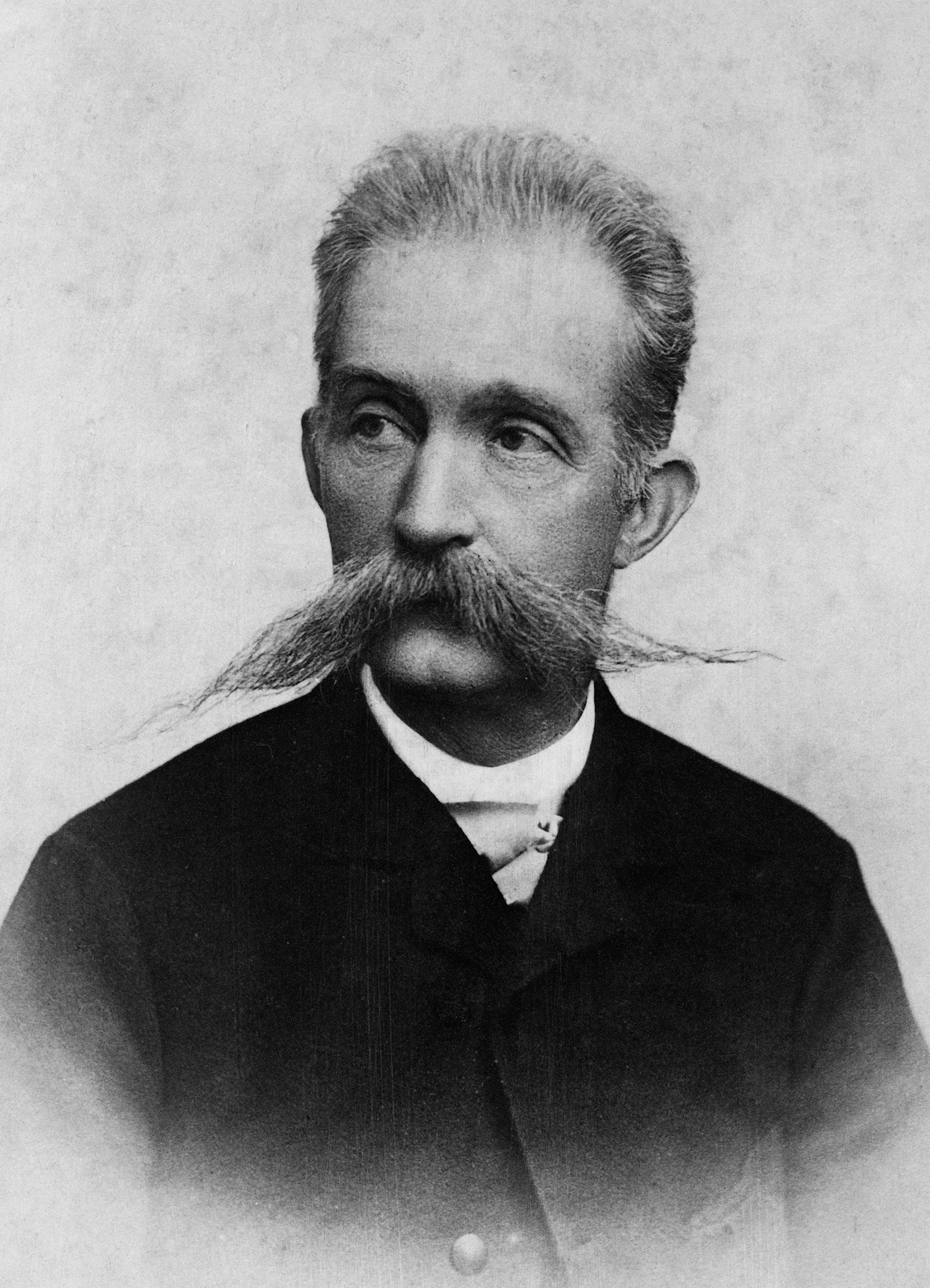
Georg von der Decken

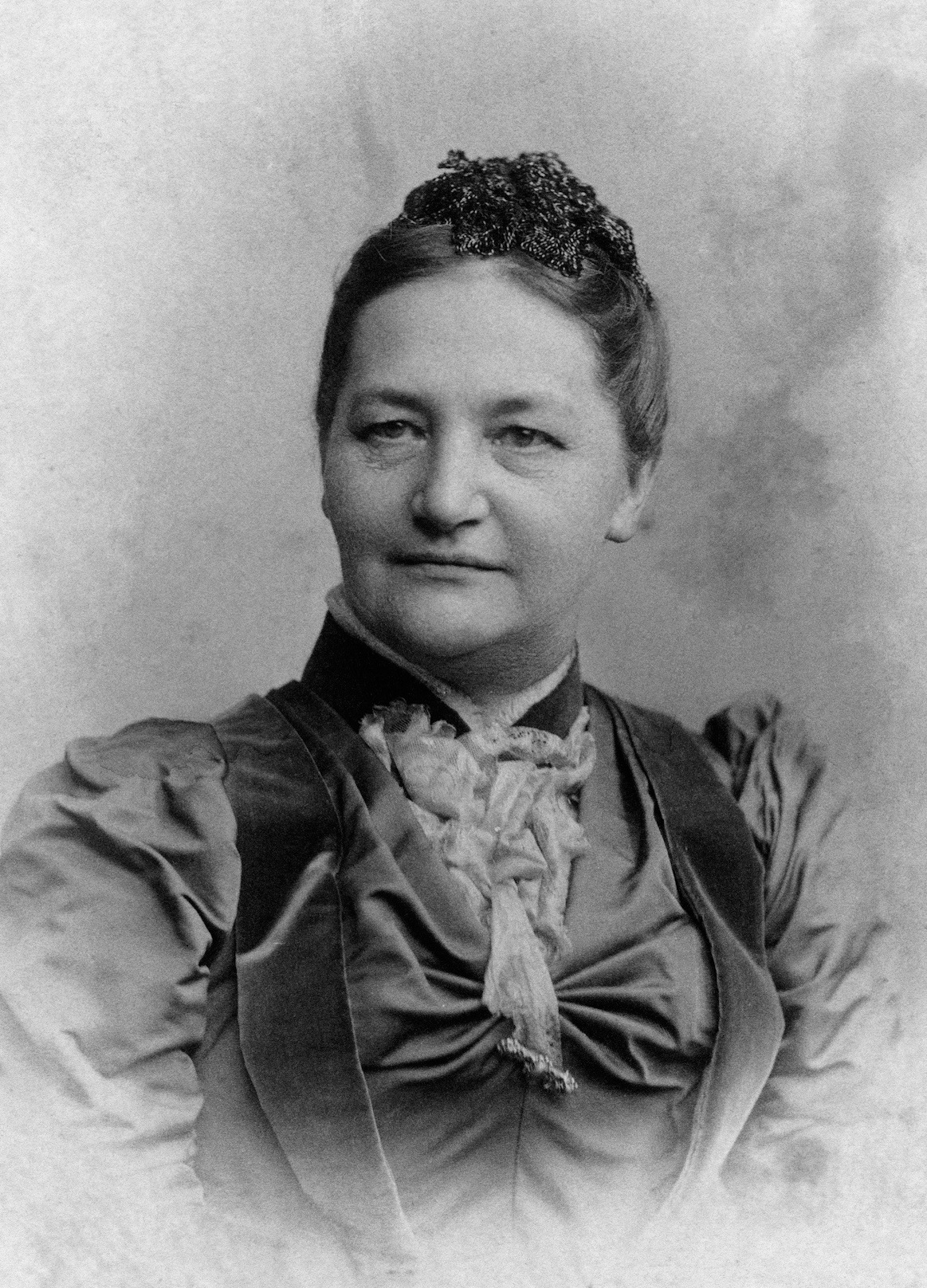
Marie von der Decken geb. zu Dohna Schlodien

Georg Friedrich Armand Graf von der Decken (* 5. Oktober 1836 in Braunschweig; † 19. August 1898 in Ringelheim) war Majoratsherr auf Ringelheim und Mitglied des Deutschen Reichstags.

## Leben
Von der Decken war der Sohn von Adolphus Graf von der Decken und Louise von Wallmoden.
1864 war Graf von der Decken Attaché der hannoverschen Gesandtschaft in Paris. Hier hatte er Gelegenheit, seine Fertigkeiten der Malerei zu vertiefen.
Er war seit 1890 Parteiführer der Deutsch-Hannoverschen Partei und profilierte sich als politischer Gegner Bismarcks und der preußischen Vormacht im Deutschen Reich.
Von 1890 bis zu seinem Tode war er Mitglied des Deutschen Reichstags für den Wahlkreis Provinz Hannover 7 (Nienburg, Neustadt am Rübenberge, Fallingbostel).
Graf Georg war an technischen Entwicklungen sehr interessiert. So hat er früh ein Tretboot konstruiert. Später baute er die alte Wassermühle des Klosters Ringelheim an der Innerste schrittweise in ein Elektrizitätswerk um. Das Mühlrad wurde 1886 durch einen Gleichstromgenerator ersetzt. Graf Georg wollte mehrere Dörfer mit Strom versorgen und begann mit dem Umbau der Klostermühle in ein Elektrizitätswerk. Er starb wenige Monate vor der Inbetriebnahme. Ab 1898 wurden viele Dörfer mit Strom versorgt. 1913 wurde das Elektrizitätswerk an die Überland-Zentrale Helmstedt verkauft. Das Elektrizitätswerk, die ehemalige Klostermühle, wurde dann vor 1930 zum heutigen Wohnhaus umgebaut.

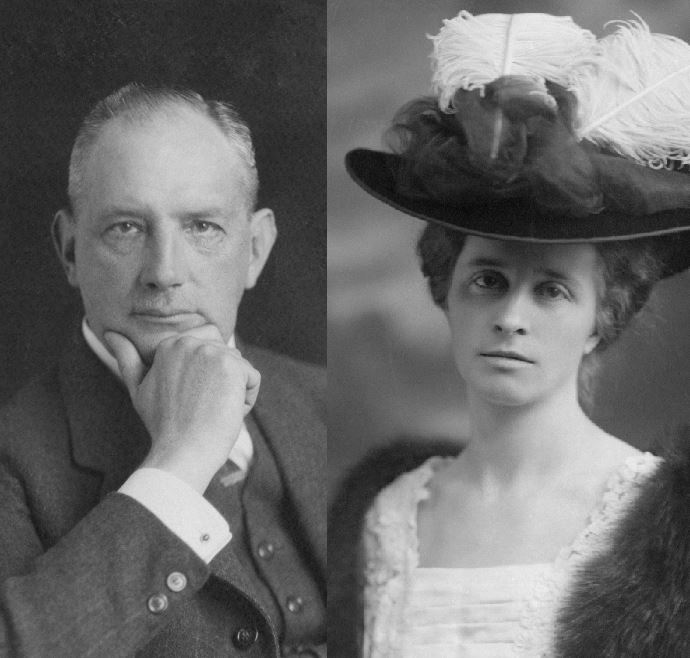
Walter von der Decken und Ada geb. Freiin Knigge

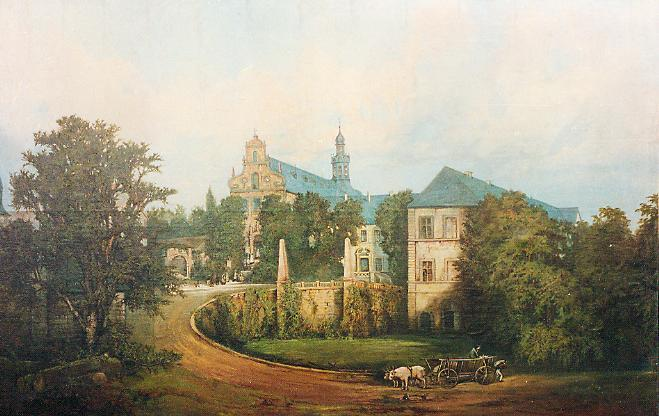
Ölgemälde von Graf Georg mit Ochsengespann vor Schloss Ringelheim

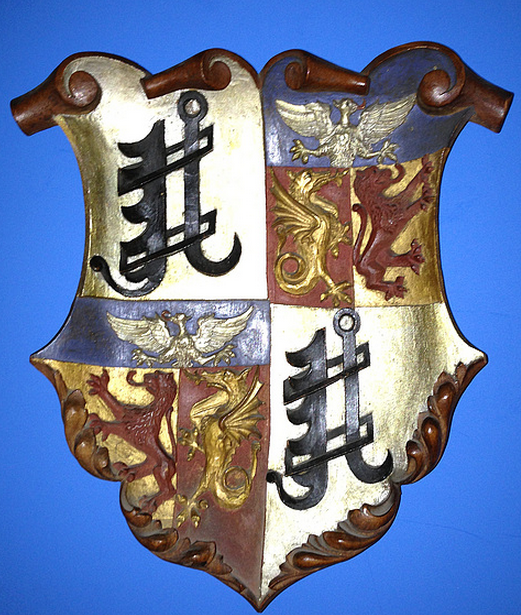
Holzschnitzerei von Graf Georg, das Wappen von der Decken Ringelheim

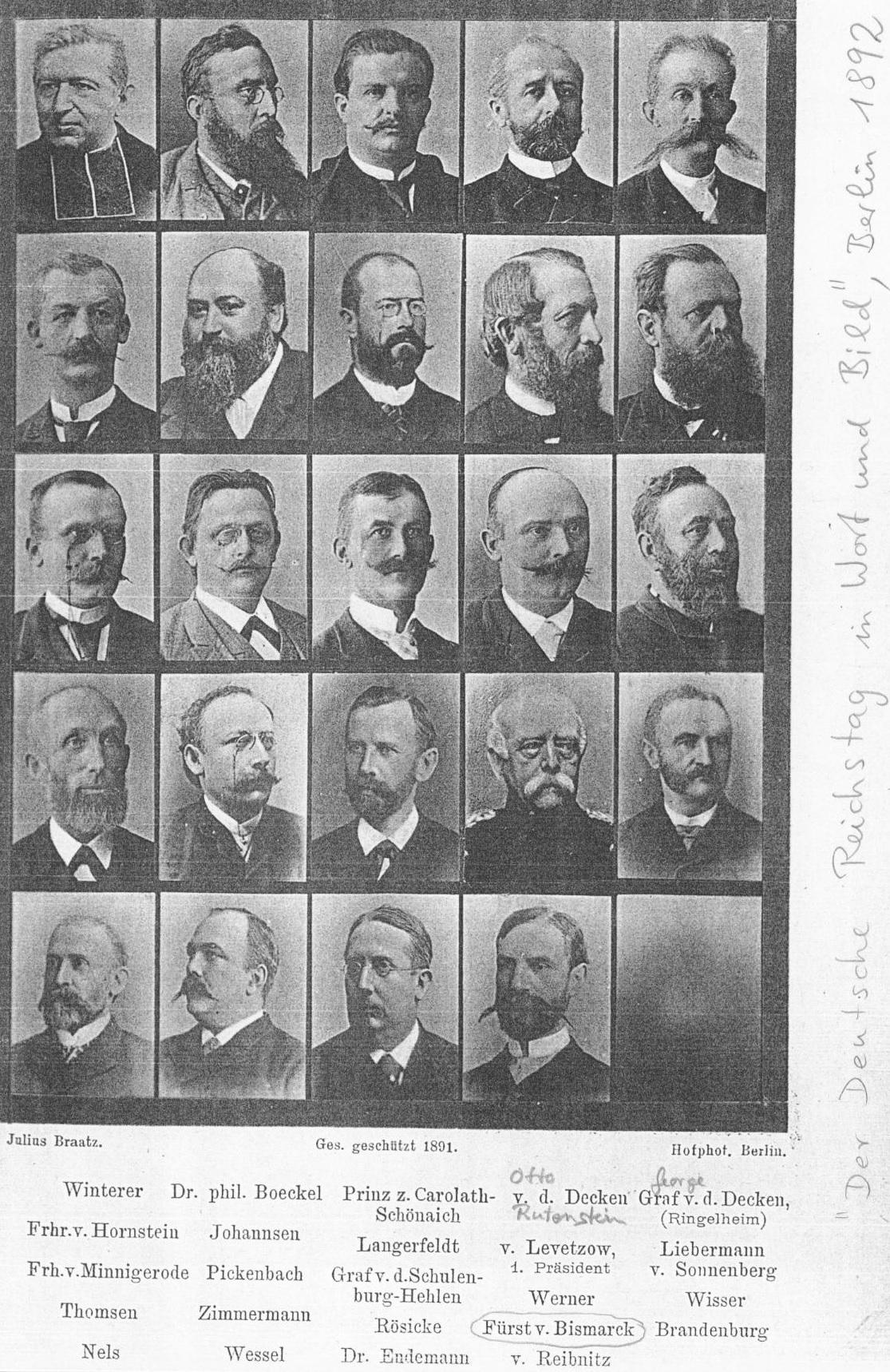
Der deutsche Reichstag in Wort und Bild von Julius Braatz 1892 – oben rechts Otto von der Decken und Graf Georg

Graf Georg war hochmusikalisch, malte großformatige Ölbilder und schuf Holzskulpturen. Seine Motive waren, dem Zeitgeschmack entsprechend, romantische Landschaften und Gestalten aus der griechischen Heldensage. In der St.-Johannis-Kirche in Ringelheim sind von ihm drei großformatige Wandgemälde mit Darstellungen der Kreuzigung Jesu und der Himmelfahrt erhalten. Ebenso schuf er 1883 die Bemalung der Kirchendecke.

## Familie
Er heiratet 1866 in Schlobitten Marie Gräfin und Burggräfin zu Dohna-Schlodien. Sie stammte aus Mallmitz in Schlesien. Das Ehepaar hatte fünf Kinder:

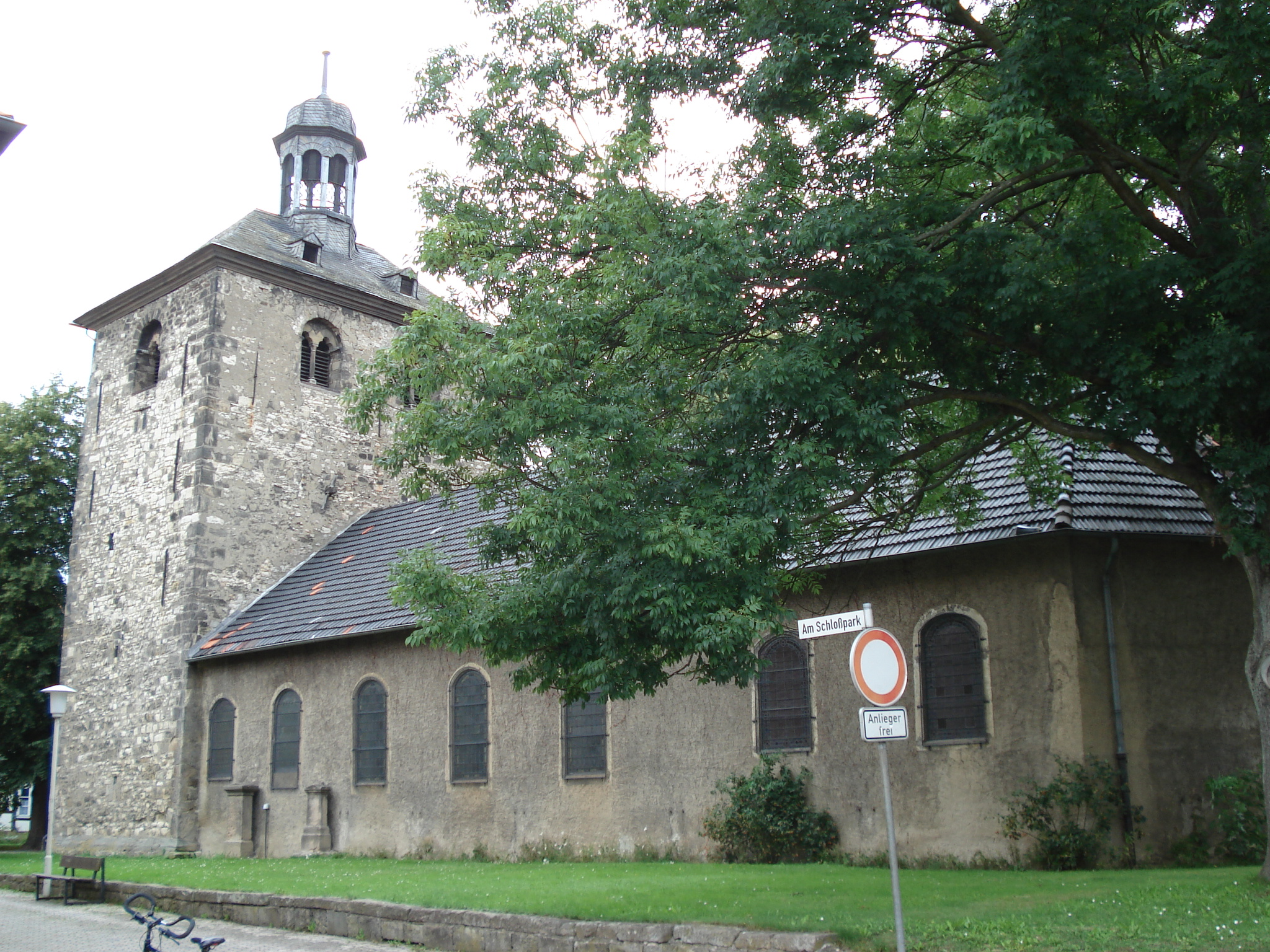
Kirche St. Johannes Baptista in Ringelheim. In dieser Kirche sind viele Ölbilder und die
Bemalung der Kirchendecke von Graf Georg.

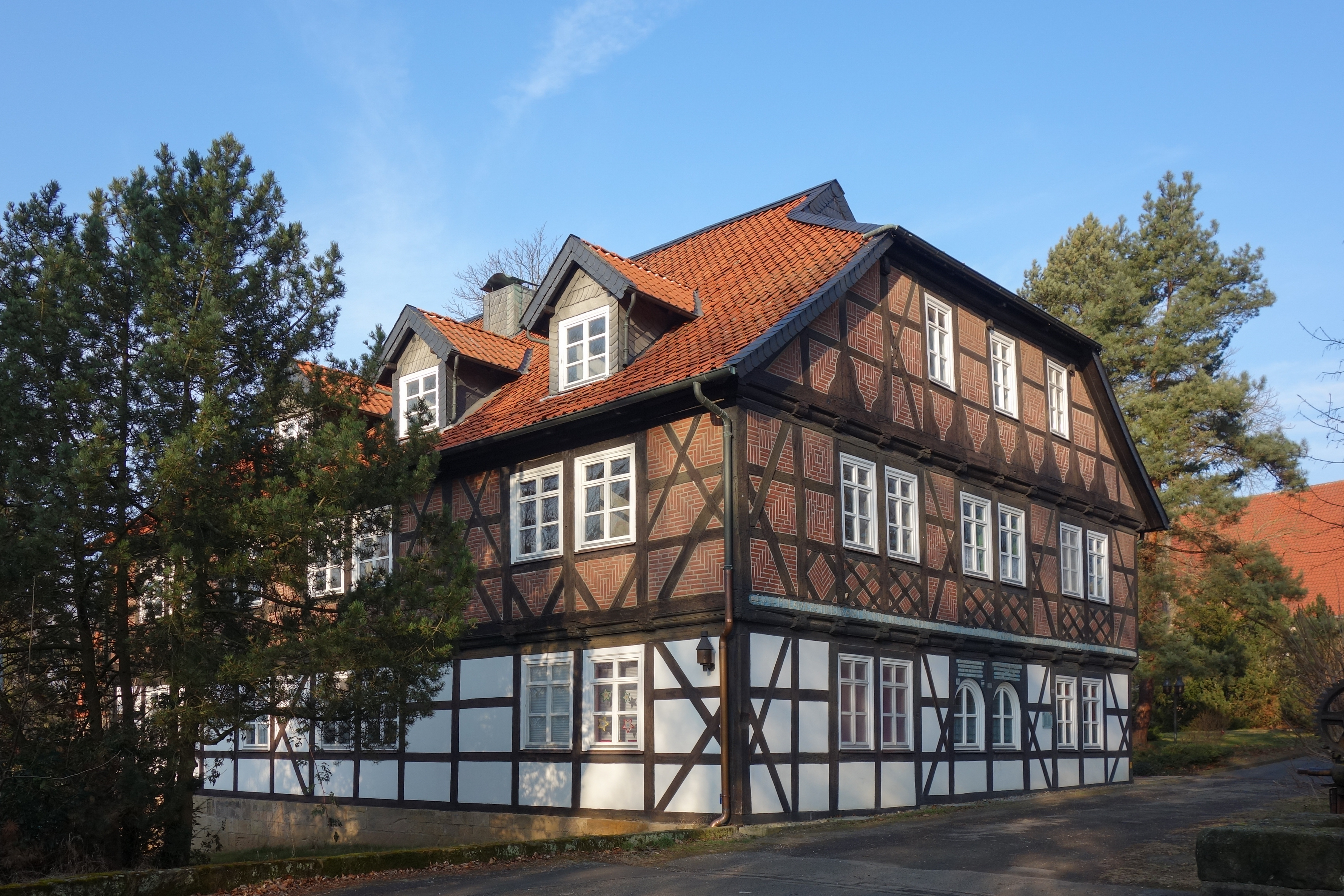
Die Klostermühle Ringelheim wurde von Graf Georg zu einem Elektrizitätswerk umgebaut.

- Graf Ernst August (1867–1934) war Korrespondent verschiedener Zeitungen in London.

      Leopold (1895–1947), ein Sohn erster Ehe änderte seinen Namen in John Decker und wurde Künstler in Los Angeles.
      Graf Guido (1923–1944), ein Sohn zweiter Ehe, wurde in Russland vermisst.
- Walter (1868–1941) war Erbe von Ringelheim. Er heiratete Ada Freiin Knigge aus Beienrode und sie hatten drei Kinder. Ihr Sohn

      Graf Johann Georg von der Decken (1912–1998) heiratete Ilse Maria geb. Baronesse von Heyking. Sie bewirtschafteten Annenhof und Benzerhof.
- Thora (1869–1951) heiratete Benedict von der Decken. Er war Landwirt auf Ritterhof und sie hatten drei Kinder.
- Ursula (1872–1946) heiratete Reinhard Freiherr von Massenbach. Er wurde preußischer Generalmajor.
- Vera (1884–1965) heiratete Hermann Graf von dem Bussche (1869–1943). Sie bewirtschafteten das Gut Ippenburg und als Witwe lebte sie auf Schloss Neuenhof.

## Werke
- Der Blumengarten und seine Unterhaltung – Kurze, illustrierte Anleitung – zur richtigen und zeitigen Bepflanzung der Blumenbeete mit besonderer Berücksichtigung der Teppichgärtnerei – Mit 30 Holzschnitten – dreisprachig: deutsch, englisch und französisch – 30 S. – zweite Auflage – Berlin 1873 online